# Aidia rhacodosepala
Aidia rhacodosepala là một loài thực vật có hoa trong họ Thiến thảo. Loài này được (K.Schum.) E.M.A.Petit mô tả khoa học đầu tiên năm 1962.